# Múte Bourup Egede
Múte Inequnaaluk Bourup Egede (* 11. března 1987 Nuuk) je grónský politik, předseda strany Inuitské společenství a od dubna 2021 do března 2025 byl 8. premiérem Grónska. V nové vládě od března 2025 nyní působí jako ministr financí.

## Životopis

### Mládí a studia
Egede se narodil v Nuuku, ale vyrůstal v Narsaqu v jižním Grónsku. Střední školu navštěvoval v Qaqortoqu a v roce 2007 začal studovat kulturní a sociální historii na Grónské univerzitě. V letech 2011 až 2012 byl místopředsedou KISAQ, Grónského akademického studentského spolku. Studium nedokončil, neboť v roce 2013 přerušil studium, aby převzal rodinnou firmu na výrobu krmiv, kterou vedl jeho otec.

### Politické působení
V roce 2007 byl Egede členem grónského parlamentu mládeže Inuusuttut Inatsisartui a v letech 2013 až 2015 působil jako předseda Inuusuttut Ataqatigiit, mládežnické organizace strany Inuitské společenství. V dánských parlamentních volbách v roce 2015 Egede kandidoval do Folketingu (dánského parlamentu) za IA, získal 2 131 hlasů, což však nestačilo na křeslo v parlamentu. V letech 2016 až 2018 Egede zastával funkci ministra pro suroviny a trh práce, kde současně – po dobu tří měsíců v roce 2017 – působil jako ministr pro obce, osady, vnější okresy, infrastrukturu a bydlení. Po volbách v roce 2014 se stal členem grónského parlamentu.

### Premiérem Grónska
1. prosince 2018 byl zvolen předsedou Inuitské společenství, kde vystřídal Saru Olsvigovou. Stranu dovedl do grónských parlamentních voleb v roce 2021, kde se s 36,6 % hlasů stala největší stranou v grónském parlamentu. S 3 380 preferenčními hlasy byl Egede kandidátem s největším preferenčních hlasů ve volbách, získal jich o 1 500 více než úřadující premiér Kim Kielsen ze strany Siumut. 16. dubna bylo oznámeno, že IA vytvořila koalici s Naleraqem. Strana Atassut, která získala dvě křesla, oznámil, že sice nevstoupí do koalice podporující nezávislost, ale poskytne koalici podporu. Egede se tak stal nejmladším premiérem Grónska v historii a 23. dubna jej parlament potvrdil ve funkci premiéra. V březnu 2025 v předčasných volbách byl nahrazen Jensem Frederikem Nielsenem.